# 手性拆分
手性拆分（Chiral resolution），亦稱光學拆分（Optical resolution），或外消旋体拆分。在立體化學中，用以分離外消旋化合物成為兩個不同的鏡像異構物的方法，為生產具有光學活性藥物的重要工具。
與不對稱合成法比較，手性拆分的缺點為僅有50％的產率。有时在拆分的同时将不需要的对映异构体外消旋化，使其不断转化为需要的一个对映体，将拆分和外消旋化同时进行，从而使拆分的产率超过50％。这种方法称为动态动力学拆分。酮的烯醇化是常用的外消旋化反应。

## 拆分方法
手性拆分的主要方法有：

### 化学法
- 化学法：一对对映异构体的物理、与非手性试剂反应的化学性质相同，因此一般的分离方法无法将其拆分出来。化学拆分法是用一个纯的光活性异构体D-碱去处理这一D-酸和L-酸的混合物，与其分别反应衍生化，形成一对非对映体：D-酸-D-碱 和 L-酸-D-碱。非对映体很容易通过普通的物理方法如分级结晶法分离出来。在分离出非对映体之后，只要用强酸处理便可以分别得到纯的D-酸和L-酸。

化学拆分法适用于含有易反应基团，而且反应后也容易再生出原来的对映体化合物的分子。最常见的易反应基团为酸碱基团，这是由于酸碱反应非常简便，生成的盐类比较容易结晶，拆分剂酸、碱（通常为天然存在的酸或生物碱）廉价易得或可方便回收，也比较容易制得旋光纯。常用的酸性拆分剂有：(+)-酒石酸、(+)-樟脑酸、(+)-樟脑-10-磺酸、L-(-)-苹果酸等；常用的碱性拆分剂有：(−)-马钱子碱、(−)-番木鳖碱、D-(−)-麻黄碱、(+)或(−)-α-苯乙胺等。
对于需要拆分的醇类化合物，主要有三种方法：⑴ 用异氰酸酯转化为相应的非对映异构的氨基甲酸酯；⑵ 用手性酰氯或酸酐转化为酯；⑶ 用二酸或分子内酸酐转化为羧基酯，然后用光活性的碱拆分。
对于需要拆分的醛、酮，一般通过用氨／胺转化为腙、缩氨脲、肼亚胺等非对映异构体的方法来进行拆分。
化学拆分的方法也是由路易·巴斯德引入的。1853年他用这个方法，以(+)-辛可毒（cinchotoxine）为拆分剂，成功将外消旋酒石酸拆分为两个异构体。
一个例子：药物度洛西汀（Duloxetine）的合成中就利用了化学拆分法：
首先是将外消旋的羟基胺(1)溶于甲苯和甲醇中，加入光活性的(S)-扁桃酸(3)作拆分剂，这时(S)-构型羟基胺的胺氮原子会与扁桃酸形成不溶性的非对映异构盐，而(R)-构型的羟基胺则留在溶液中。滤去(S)-羟基胺形成的盐后，将滤渣用氢氧化钠处理，便得到(S)-羟基胺。留在溶液中的(R)-羟基胺可以在盐酸作用下发生差向异构化，转变为(S)-羟基胺，从而被沉淀、滤去、中和为纯的(S)-羟基胺，得以回收。这种方法即首段中介绍的动态动力学拆分法，也称RRR合成（Resolution 拆分，Racemisation 外消旋化，Recycle 回收）。

### 酶解法
- 酶解法：酶催化的反应对底物是专一的，这种性质可用于使外消旋体中的某一异构体参加酶促反应，被消耗为另一物质，而另一异构体不受影响，再利用一般物理分离方法将两个对映体的拆分变为可能。这种方法最适用于氨基酸的拆分。与化学法相比，有诸多优势：⑴ 有高度立体专一性，产物旋光纯度很高；⑵ 副反应少，产率高，产物分离提纯简单；⑶ 大多在温和条件下进行，pH值也多近中性，对设备腐蚀性小；⑷ 酶无毒，易被环境降解。但也有一些缺点，主要是可用的酶制剂品种有限，而且酶的保存条件比较苛刻，价钱也比较昂贵。

### 手性色谱法
- 手性色谱法：利用对映异构体分子与手性流动相或固定相的作用强度不同而实现拆分。可以在气相色谱，液相色谱，毛细管电泳当中实现。